# Rochefort-sur-Loire
Rochefort-sur-Loire è un comune francese di 2 249 abitanti situato nel dipartimento del Maine e Loira nella regione dei Paesi della Loira.

## Società

### Evoluzione demografica
Abitanti censiti